# Гютерсло
Гютерсло (нім. Gütersloh) — місто в Німеччині, знаходиться в землі Північний Рейн-Вестфалія. Підпорядковується адміністративному округу Детмольд. Входить до складу району Гютерсло.
Площа — 111,99 км2. Населення становить 100 664 осіб (станом на 31 грудня 2020 року).

## Уродженці
- Діана Амфт (* 1975) — німецька акторка кіно і телебачення.
- Аліс Вайдель (* 1979) — німецький політик і консультант у галузі управління.